# Акин-Сара
Аки́н-Сара́ (каз. Ақын Сара) — село у складі Єскельдинського району Жетисуської області Казахстану. Адміністративний центр Акин-Сарського сільського округу.
У радянські часи село називалось Капальське.
Населення — 1090 осіб (2021; 1069 у 2009, 1341 у 1999, 1490 у 1989).